# Sing When You're Winning
Sing When You're Winning (en español: Canta cuando estés ganando) es el  tercer álbum de estudio del cantante británico Robbie Williams publicado el 28 de agosto de 2000. Este álbum incluye canciones como "Rock DJ" (canción en cuyo videoclip fue censurado por Top of the Pops debido a su contenido explícito), el dueto con Kylie Minogue "Kids", y Better Man.

## Listado de canciones
1. «Let Love Be Your Energy» – 4:58
2. «Better Man» – 3:22
3. «Rock DJ» – 4:16
4. «Supreme» – 4:15
5. «Kids» (con Kylie Minogue) – 4:46
6. «If It's Hurting You» – 4:10
7. «Singing For The Lonely» – 4:31
8. «Love Calling Earth» – 4:05
9. «Knutsford City Limits» – 4:45
10. «Forever Texas»  – 3:38
11. «By All Means Necessary» – 4:45
12. «The Road To Mandalay» – 3:57
13. Tema oculto (Tras unos minutos de silencio después de "The Road To Mandalay").

## Álbum en el mundo
| Álbum                                             | Formato | Temas |
| ------------------------------------------------- | ------- | --- |
| Sing When You're Winning                          | 5"CD    | 1.Let Love Be Your Energy 2.Better Man 3.Rock DJ 4.Supreme 5.Kids 6.If It's Hurting You 7.Singing For The Lonely 8.Love Calling Earth 9.Knutsford City Limits 10.Forever Texas 11.By All Means Necessary 12.The Road To Mandalay 13.Supreme (Version française) |
| Sing When You're Winning                          | 5"CD    | 1.Let Love Be Your Energy 2.Better Man 3.Rock DJ 4.Supreme 5.Kids 6.If It's Hurting You 7.Singing For The Lonely 8.Love Calling Hearth 9.Knutsford City Limits 10.Forever Texas 11.By All Means Necessary 12.The Road To Mandalay 13.Suprême 14.Ser Mejor |
| Sing When You're Winning Tracklisting Collector 1 | 5"CD    | 1.Let Love Be Your Energy 2.Better Man 3.Rock DJ 4.Supreme 5.Kids 6.If It's Hurting You 7.Singing For The Lonely 8.Love Calling Hearth 9.Knutsford City Limits 10.Forever Texas 11.By All Means Necessary 12.The Road To Mandalay 13.Often (Live at Manchester) + Piste CD-ROM : 1.Better Man (Video - Live At Manchester) 2.Phoenix From The Flames (Video - Live At Manchester) |
| Sing When You're Winning Tracklisting Collector 2 | 5"CD    | CD1 : 1.Let Love Be Your Energy 2.Better Man 3.Rock DJ 4.Supreme 5.Kids 6.If It's Hurting You 7.Singing For The Lonely 8.Love Calling Hearth 9.Knutsford City Limits 10.Forever Texas 11.By All Means Necessary 12.The Road To Mandalay CD 2 : 1.Eternity |
| Sing When You're Winning                          | LP      | A1.Let Love Be Your Energy A2.Better Man A3.Rock DJ B1.Supreme B2.Kids B3.If It's Hurting You C1.Singing For The Lonely C2.Love Calling Hearth C3.Knutsford City Limits D1.Forever Texas D2.By All Means Necessary D3.The Road To Mandalay |
| Sing When You're Winning                          | K7      | A1.Let Love Be Your Energy A2.Better Man A3.Rock DJ A4.Supreme A5.Kids A6.If It's Hurting You B1.Singing For The Lonely B2.Love Calling Hearth B3.Knutsford City Limits B4.Forever Texas B5.By All Means Necessary B6.The Road To Mandalay B7.Ser Mejor |
| Sing When You're Winning                          | K7      | A1.Let Love Be Your Energy A2.Better Man A3.Rock DJ A4.Supreme A5.Kids A6.If It's Hurting You B1.Singing For The Lonely B2.Love Calling Hearth B3.Knutsford City Limits B4.Forever Texas B5.By All Means Necessary B6.The Road To Mandalay |

## Lados B
- «Talk to Me» (Aparece en el sencillo de Rock DJ)
- «John's Gay» (Aparece en el sencillo de Kids)
- «Often» (Aparece en el sencillo de Kids y en la edición especial del álbum)
- «Karaoke Star» (Aparece en el sencillo de Kids)
- «Kill Me Or Cure Me» (Aparece en el sencillo de Kids)
- «Don't Do Love» (Aparece en el sencillo de Supreme)
- «Come Take Me Over» (Aparece en el sencillo de Supreme)
- «United» (Originalmente lanzada como sencillo promo en 1999, pero aparece en el sencillo de Supreme como cara B)
- «Rolling Stone» (Aparece en el sencillo de Let Love Be Your Energy)
- «Rock DJ» [Player One Remix] (Aparece en el sencillo de Rock DJ)
- «Eternity» (Lanzada como sencillo junto a "The Road To Mandalay", pero no fue incluida en el disco)
- «Toxic» (Aparece en el sencillo de Eternity/The Road To Mandalay)
- «My Way» [Live] (Aparece en el sencillo de Let Love Be Your Energy)
- «Supreme» [Live at the Manchester Arena] (Aparece en el sencillo de Supreme)
- «Ser Mejor» (Versión en español de "Better Man" incluida como bonus track en la edición latinoamericana)
- «Suprême» (Versión en francés de "Supreme" incluida como Bonus Track en la edición francesa)
- «Dance With The Devil» (Tema solamente incluido como bonus en el DVD "Where Egos Dare")

## Certificaciones
| País          | Posición Peak | Certificación  | Ventas/compras |
| ------------- | ------------- | -------------- | -------------- |
| Argentina     | 9             | Oro            | 30,000+        |
| Australia     | 8             | 3x Platinum    | 210,000+       |
| Austria       | 4             | Oro            | 15,000+        |
| Canadá        |               | Gold           | 50,000+        |
| Finlandia     | 6             | Gold           | 21,905+        |
| Francia       | 19            |                |                |
| Alemania      | 1             | Platino/3x Oro | 500,000+       |
| Irlanda       | 1             |                |                |
| México        | 8             | Oro            | 75,000+        |
| Holanda       |               | Platino        | 80,000+        |
| Nueva Zelanda | 1 (5 Weeks)   | 7x Platino     | 105,000+       |
| Noruega       | 5             | Oro            | 20,000+        |
| Suecia        | 4             | Oro            | 30,000+        |
| Suiza         | 2             | Oro            | 25,000+        |
| Reino Unido   | 1             | 8x Platino     | 2,400,000+     |